# ザック・ニール
ザッカリー・シェリダン・ニール（Zachary Sheridan Neal , 1988年11月9日 - ）は、アメリカ合衆国サウスカロライナ州コロンビア出身の元プロ野球選手（投手）。右投右打。
ニックネームは、「ニーリー（Nealy）」。

## 経歴

### プロ入りとマーリンズ傘下時代
フラワーマウント高校を卒業後、サムヒューストン州立大学とハワード短期大学を経て、オクラホマ大学を卒業。
2010年MLBドラフトにてドラフト17巡目（全体527位）でフロリダ・マーリンズから指名され、プロ入り。

### アスレチックス時代

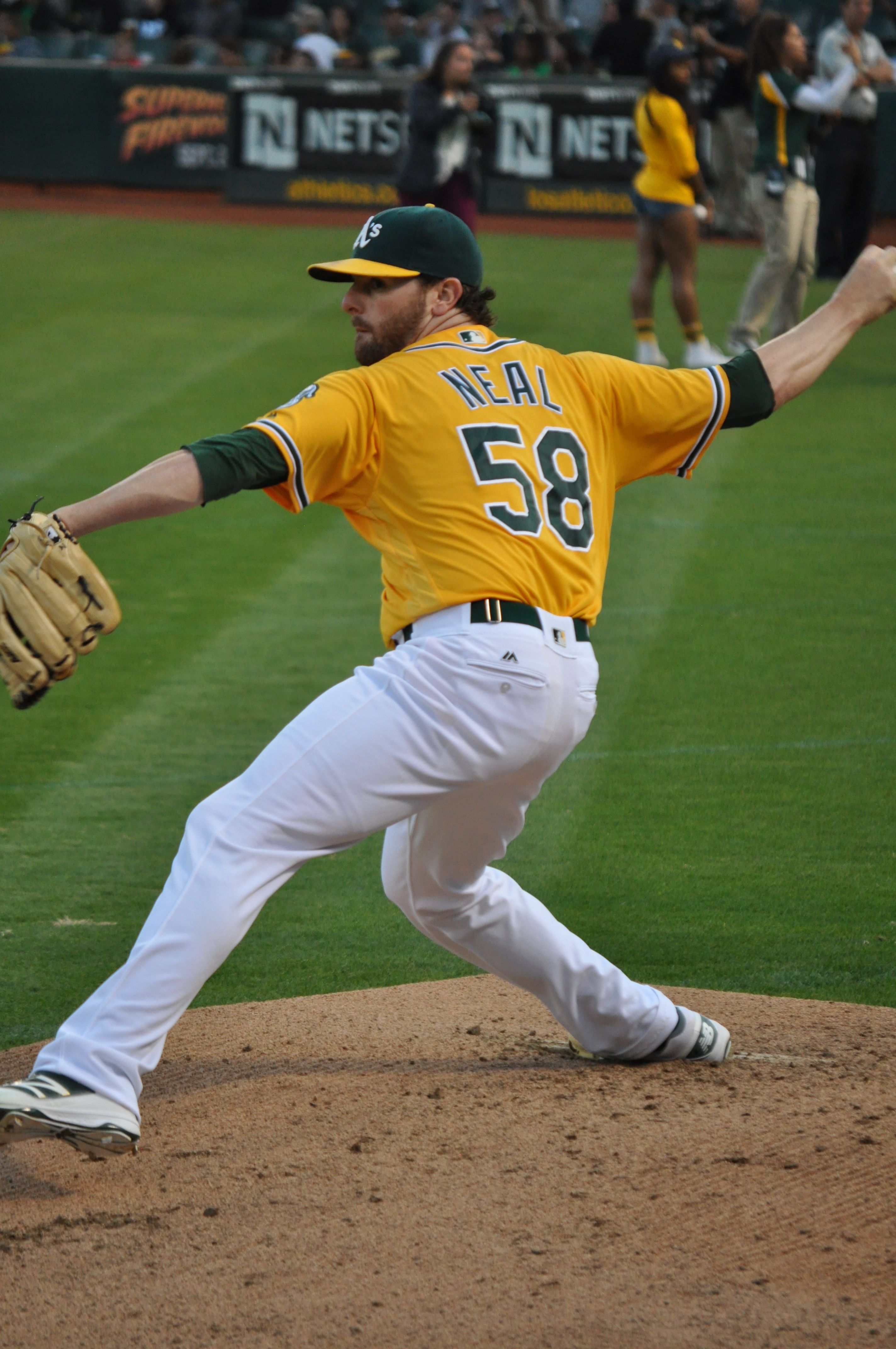
オークランド・アスレチックス時代
（2016年9月26日）

2013年3月31日に、オークランド・アスレチックスとマイナー契約を結んだ。
2016年5月11日、メジャー昇格。この年は、2勝4敗2セーブでシーズンを終えた。
2017年1月18日、DFAとなり、ウェイバー公示を経てマイナー契約で再契約し、AAA級ナッシュビル・サウンズに所属する。5月24日にメジャー昇格。その年、オプションにより2回ナッシュビルに戻った末、8月16日のシーズン中に解雇される。シーズン終了後にフリーエージェントとなる。

### ドジャース時代
2018年1月6日、ロサンゼルス・ドジャースのスプリングトレーニングへの招待を含んだマイナーリーグ契約を結んだ。4月3日にメジャーに昇格したが、4月4日に1試合投げたのみで、4月5日にマイナーへ降格となる。

### レッズ傘下時代
2018年4月17日に、アリエル・ヘルナンデスとの交換トレードで、イバンデル・イザベルとともにシンシナティ・レッズに移籍した。レッズでは、AAA級ルイビル・バッツに所属した。18試合に登板して、2勝2敗1セーブ、防御率5.90の成績を残した。

### ドジャース傘下復帰
2018年7月4日、ジェームズ・マリナンとアニュラス・ザバラの2選手との交換トレードで、インターナショナル・ボーナス・プール（海外選手契約金枠）付きでディラン・フローロとともにドジャースに復帰した。ドジャースに復帰した後は、AAA級オクラホマシティ・ドジャースで14試合で登板し（うち11試合は先発）、3勝2敗、防御率4.40を記録した。10月11日にFAとなった。

### 西武時代
2018年11月22日、NPBの埼玉西武ライオンズと契約した。
2019年は前年までのエース菊池雄星のMLB移籍などで投手陣が手薄な中、先発投手として起用された。開幕を一軍で迎え4月2日の対千葉ロッテマリーンズ戦で初登板を果たし6回途中2失点で初勝利を挙げた。4月24日に一軍登録を抹消されるも、6月20日に再登録され同日の対中日ドラゴンズ戦では2勝目を挙げたのを皮切りに、6月以降は黒星なしという安定した投球でチームの2年連続リーグ優勝に貢献した。リーグ優勝がかかった9月24日の対ロッテ戦（ZOZOマリンスタジアム）で先発を任されると再登録後11連勝となる12勝目を挙げた。外国人投手のシーズン11連勝は史上4人目のタイ記録であり、球団では1983年の高橋直樹以来36年ぶり4人目、球団の外国人投手では1988年に郭泰源が記録した10連勝を抜き最長となった。この試合は6回3失点とQSを達成し、12-4で西武が勝ち、1997年・1998年以来21年ぶりの連覇に貢献した。9月は防御率0.66、4勝0敗、四球0の大活躍で自身初の月間MVPを受賞した。福岡ソフトバンクホークスとのクライマックスシリーズファイナルステージでは第1戦に先発すると6回0/3を3失点に抑えて期待に応えたが、中継ぎ陣が打ち込まれ逆転を許して勝利投手になれないどころかチームも敗れた。チームもこの後3連敗を喫し、計4連敗でCS敗退を喫した。
2020年は前年の活躍を評価されて球団では25年ぶり、郭泰源以来となる外国人投手の開幕投手となり、6回無失点の好投でシーズン初勝利を手にする。7月17日の対東北楽天ゴールデンイーグルス戦でも白星を挙げ、シーズンを跨いだ外国人投手の連勝記録を13に伸ばし、郭泰源と並んで球団最多タイ記録となった。しかし同31日の対ソフトバンク戦で敗戦投手となり記録更新とはならなかった。この年はシーズンを通してローテーションで投げ続けたものの21試合の先発で6勝8敗、防御率5.22という成績でシーズンを終えた。
2021年はCOVID-19流行の影響による入国制限で来日が4月2日となり、4月16日に隔離期間が終了。1度目の調整登板で大乱調だったこともあって予定より1週間遅い一軍合流となったが、5月12日の楽天戦で同年初先発、同20日のソフトバンク戦で同年初勝利を挙げた。しかし、先発予定だった同27日の対広島東洋カープ戦の直前に源田壮亮が発熱を訴え、濃厚接触の疑いがあったため先発を回避した。その後、正式に濃厚接触者と判定され広島市内のホテルに隔離されていたが、馴染みのない土地での孤独な生活に耐えられず、保健所からの条件付きで帰宅した。その後二軍調整を経ずに一軍復帰したが、この年も得意のツーシームを低めに集めることができず2巡目以降に打ち込まれるケースが多く、前半戦はわずか1勝に留まり19失点のうち16失点が試合中盤（4 - 6回）での失点であった。後半戦は投球内容が悪化し、9月1日の対ロッテ戦では初回に6点の援護を貰いながら不安定な投球が続き3回3失点で降板。続く9月8日の対ソフトバンク戦では2回2/3を投げて自己ワーストの11安打9失点で降板した、翌9日に登録を抹消された。最終的に11試合に登板して1勝6敗、防御率5.85という結果に終わり、11月12日に他の外国人選手と共に退団が発表された。

### ロッキーズ傘下時代
2022年2月17日にコロラド・ロッキーズとマイナー契約を結んだ。オフの11月10日にFAとなった。

### アスレチックス復帰
2023年4月7日に古巣のオークランド・アスレチックスとマイナー契約を結んだ。5月11日にメジャー契約を結びアクティブ・ロースター入りした。5月13日と14日の2試合に登板したが、2試合とも本塁打を打たれるなど防御率8.10と乱れ、15日にはわずか4日間でマイナーに降格し、19日にはDFAとなり事実上の戦力外となった。翌20日にマイナー契約を結び直してチームに残留した。8月3日に再びアクティブ・ロースターに登録された。その後、10月6日にフリーエージェントとなり、2024年1月24日に自身のSNSで現役引退を表明した。

## 人物
オクラホマ大学時代に出逢い、結婚したキアナ夫人の父は、テキサス・レンジャーズなどで通算142勝を挙げたボビー・ウィットである。ウィットの息子であるボビー・ウィット・ジュニアは義理の弟にあたる。妻の姉ニッキーはジェームズ・ラッセルと、妹シャーリーはコーディ・トーマスと結婚した。
2021年1月27日、長女が誕生。
日本でプレーしていた期間は、「ロッカールームなどで選手たちが話す日本語を自分も話したい」と敬語ではない日本語も学び、ヒーローインタビューでは「あざーす」と挨拶するのが恒例となっていた。

## 選手としての特徴
手元で変化するツーシームを決め球にゴロアウトの山を築くグラウンドボールピッチャーである。ツーシームに加えて、スプリットチェンジ、カットボール、カーブといった球種も操る。特にスプリットチェンジはツーシームの回転軸と同じになるように研究を重ねた球種だという。
2019年9月18日の登板では、24のアウトのうち実に17のアウトが内野ゴロによるものであった。

## 詳細情報

### 年度別投手成績
| 年 度    | 球 団    | 登 板 | 先 発 | 完 投 | 完 封 | 無 四 球 | 勝 利 | 敗 戦 | セ 丨 ブ | ホ 丨 ル ド | 勝 率 | 打 者 | 投 球 回 | 被 安 打 | 被 本 塁 打 | 与 四 球 | 敬 遠 | 与 死 球 | 奪 三 振 | 暴 投 | ボ 丨 ク | 失 点 | 自 責 点 | 防 御 率 | W H I P |
| -------- | -------- | ----- | ----- | ----- | ----- | -------- | ----- | ----- | -------- | ----------- | ----- | ----- | -------- | -------- | ----------- | -------- | ----- | -------- | -------- | ----- | -------- | ----- | -------- | -------- | ------- |
| 2016     | OAK      | 24    | 6     | 0     | 0     | 0        | 2     | 4     | 2        | 0           | .333  | 281   | 70.0     | 72       | 9           | 6        | 0     | 1        | 27       | 2     | 1        | 35    | 33       | 4.24     | 1.11    |
| 2017     | OAK      | 6     | 0     | 0     | 0     | 0        | 0     | 0     | 0        | 0           | ----  | 65    | 14.2     | 19       | 5           | 1        | 0     | 0        | 10       | 1     | 0        | 13    | 13       | 7.98     | 1.36    |
| 2018     | LAD      | 1     | 0     | 0     | 0     | 0        | 0     | 0     | 0        | 0           | ----  | 5     | 1.0      | 2        | 1           | 0        | 0     | 0        | 0        | 0     | 0        | 1     | 1        | 9.00     | 2.00    |
| 2019     | 西武     | 17    | 17    | 0     | 0     | 0        | 12    | 1     | 0        | 0           | .923  | 410   | 100.1    | 103      | 8           | 15       | 0     | 6        | 51       | 2     | 1        | 38    | 32       | 2.87     | 1.18    |
| 2020     | 西武     | 21    | 21    | 0     | 0     | 0        | 6     | 8     | 0        | 0           | .429  | 485   | 112.0    | 125      | 13          | 35       | 0     | 8        | 66       | 0     | 0        | 68    | 65       | 5.22     | 1.43    |
| 2021     | 西武     | 11    | 11    | 0     | 0     | 0        | 1     | 6     | 0        | 0           | .143  | 262   | 60.0     | 76       | 3           | 15       | 0     | 3        | 26       | 3     | 0        | 41    | 39       | 5.85     | 1.52    |
| 2023     | OAK      | 14    | 2     | 0     | 0     | 0        | 1     | 1     | 0        | 0           | .500  | 124   | 27.0     | 30       | 8           | 14       | 1     | 2        | 25       | 0     | 0        | 22    | 20       | 6.67     | 1.63    |
| MLB：4年 | MLB：4年 | 45    | 8     | 0     | 0     | 0        | 3     | 5     | 2        | 0           | .375  | 475   | 112.2    | 123      | 23          | 21       | 1     | 3        | 62       | 3     | 1        | 71    | 67       | 5.35     | 1.28    |
| NPB：3年 | NPB：3年 | 49    | 49    | 0     | 0     | 0        | 19    | 15    | 0        | 0           | .559  | 1157  | 272.1    | 304      | 24          | 65       | 0     | 17       | 143      | 5     | 1        | 147   | 136      | 4.49     | 1.35    |

- 各年度の太字はリーグ最高

### 年度別守備成績
| 年 度 | 球 団 | 投手  | 投手  | 投手  | 投手  | 投手  | 投手     |
| 年 度 | 球 団 | 試 合 | 刺 殺 | 補 殺 | 失 策 | 併 殺 | 守 備 率 |
| ----- | ----- | ----- | ----- | ----- | ----- | ----- | -------- |
| 2016  | OAK   | 24    | 3     | 14    | 0     | 0     | 1.000    |
| 2017  | OAK   | 6     | 1     | 1     | 0     | 0     | 1.000    |
| 2018  | LAD   | 1     | 0     | 0     | 0     | 0     | ----     |
| 2019  | 西武  | 17    | 8     | 12    | 0     | 1     | 1.000    |
| 2020  | 西武  | 21    | 3     | 16    | 0     | 1     | 1.000    |
| 2021  | 西武  | 11    | 6     | 10    | 0     | 1     | 1.000    |
| 2023  | OAK   | 14    | 1     | 3     | 0     | 1     | 1.000    |
| MLB   | MLB   | 45    | 5     | 17    | 0     | 1     | 1.000    |
| NPB   | NPB   | 49    | 17    | 38    | 0     | 3     | 1.000    |

### 表彰
- 月間MVP：1回（投手部門：2019年9月）

### 記録

#### NPB
初記録
投手記録
- 初登板・初先発登板・初勝利・初先発勝利：2019年4月2日、対千葉ロッテマリーンズ1回戦（メットライフドーム）、5回1/3を2失点
- 初奪三振：同上、2回表に藤原恭大から空振り三振

打撃記録
- 初打席：2019年6月20日、対中日ドラゴンズ3回戦（ナゴヤドーム）、2回表に山井大介から一ゴロ

### 背番号
- 58（2016年）
- 36（2017年）
- 49（2018年）
- 54（2019年 - 2021年）
- 31（2023年）